# Dominic Perrottet

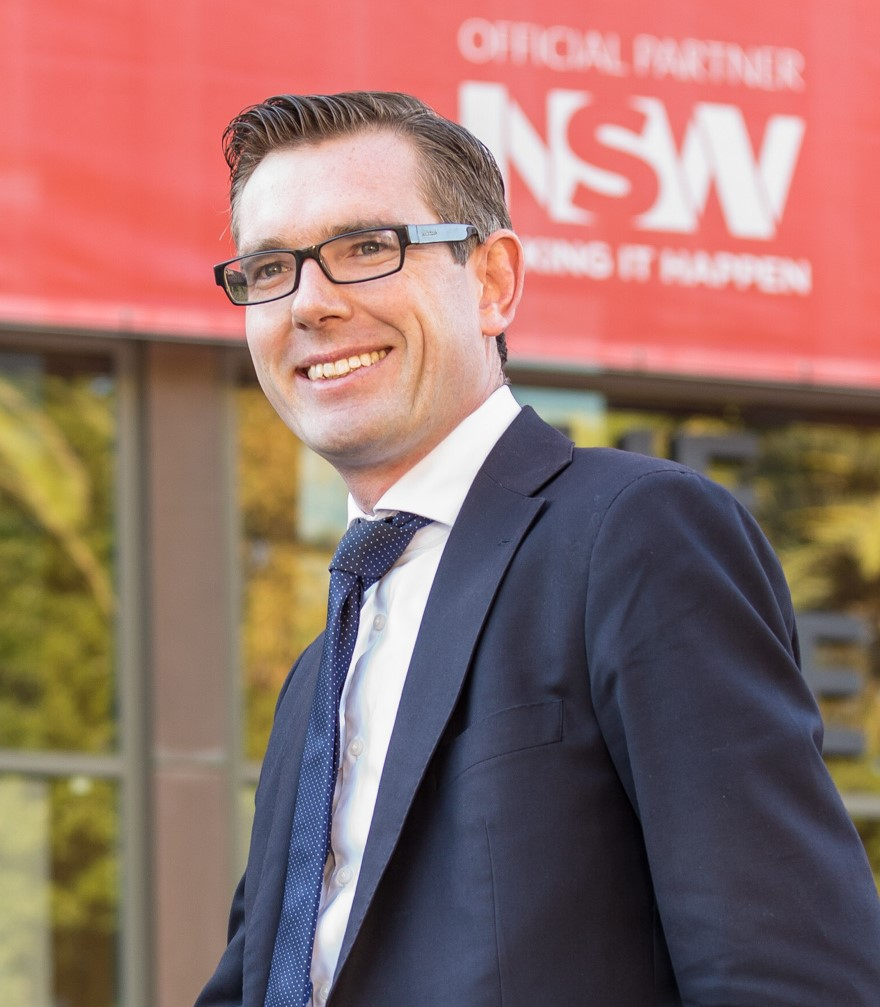
Dominic Perrotet (2016)

Dominic Perrottet (* 21. September 1982 in West Pennant Hills, New South Wales) ist ein australischer Politiker. 
Er war von 2021 bis 2023 der 46. Premierminister von New South Wales. Im Oktober 2021 löste er Gladys Berejiklian als Premier von New South Wales und Vorsitzende der New South Wales Liberal Party ab. Zuvor war er Schatzmeister des Parlaments von Neusüdwales. Er war mit 39 Jahren der jüngste Premier des Bundesstaates.
Bei der Parlamentswahl 2023 in New South Wales unterlag die Liberal Party der Labour Party, die mit Chris Minns den neuen Premierminister stellt. Am 19. Juli 2024 kündigte er an, seinen Sitz im Parlament im August niederzulegen. Er ging nach einer Nachwahl an Monica Tudehope.